# Echinocythereidinae
Echinocythereidinae is een onderfamilie van kreeftachtigen uit de klasse van de Ostracoda (mosselkreeftjes).

## Geslacht
- Echinocythereis Puri, 1954